# Помезанский диоцез

Герб Помезанского диоцеза

Хоругвь епископа помезанского в битве под Грюнвальдом

Помезанский диоцез  (лат. Dioecesis Pomesaniensis) — один из четырех диоцезов (епархий) Пруссии, расположенная между Вармией и Хелминской землей. Диоцез был создан 28 июля 1242 года решением папского легата Вильгельма Моденского и утвержден папой римским Иннокентием IV 30 июля 1243 года. Главным кафедральным собором диоцеза был собор Святого Иоанна Богослова в Квидзыне.
В начале XV века в Помезанской епархии было 235 приходов, объединенных в 16 деканатов.
После секуляризации Тевтонского ордена и его преобразования в 1525 году первый герцог прусский Альбрехт Гогенцоллерн приступил к пропаганде лютеранства. В период с 1542 по 1543 год прусский герцог принимал участие в посещении костелов в сопровождении епископа Самбии Георга фон Поленца и епископа Помезании Пауля Сператуса. Секуляризация ордена и реформации в Помезанской епархии противодействовать только помезанский капитул, а низшее духовенство приняло новое вероисповедание. Епископы самбийский и помезанский опубликовали так называемую повестку дня под названием «der Artikel Ceremonien und anderen kirchenordung», в которой заявлялось, что чтение Священного Писания должно проводиться только на немецком языке. Так же, проповеди, песнопения и священные таинства должны были осуществляется только на этом языке. Было ограничено количество церковных праздников, а обряд святого крещения должен был проходить только в костеле.
В результате распространения протестантизма Помезанская епархия прекратила своё существование, а её приходы в 1577 году были переданы Хелминскому диоцезу, что было подтверждено папой римским в 1601 году.
В настоящее время традиции Помезанского диоцеза продолжает Эльблонгский диоцез. Более 90 % его территории — это бывшая Помезанская епархия. Его штаб-квартирой были Квидзын и Прабуты. Значение Квидзинского кафедрального собора возросло, когда там была найдена могила блаженной Дороти из Монтовов. На её могилу совершались паломничества, в частности, польский король Владислав Ягелло, посетил Квидзын после победы под Грюнвальдом.
В настоящее время титулярным епископом Помезании является епископ Адам Водарчик. По решению папы римского Франциска Квидзын вновь стал титулярной резиденцией епископа.

## Деканаты Помезанской епархии в началеXV века[2]
- деканат Жулавки
- деканат Домбрувно
- деканат Миломлын
- деканат Залево
- деканат Дзежгонь
- деканат Ясна
- деканат Моронг
- деканат Оструда
- деканат Постолин
- деканат Звежево
- деканат Трумейки
- деканат Гноево
- деканат Ольштынек
- деканат Нидзица
- деканат Дзялдово

## Список епископов Помезании[3]
- 1217—1245: Кристиан из Зантира
- 1249—1254: Эрнст из Торгау
- 1254—1285: Альберт
- 1277/1278 — 1292: Генрих
- 1286—1302: Генрих
- 1303—1309: Кристиан
- 1309—1321: Людеко
- 1322—1332: Рудольф
- 1333—1346: Бертольд
- 1346—1360: Арнольд
- 1360—1376: Клаус I
- 1376—1409: Иоганн I Мёнх
- 1409—1417: Иоганн II Риман
- 1417—1427: Герхард Стольпман
- 1428—1440: Иоганн III фон Меве
- 1440—1464: Каспер Линке
- 1464—1466: Николас II
- 1466—1478: Вицентий Келбаса (епископ хелминский, администратор Помезанской епархии)
- 1479—1501: Иоганн IV фон Лассен
- 1501—1521: Хиоб фон Добенек
- 1521—1523: Ахиллес Грасси
- 1523—1529: Эрхард фон Квейс (с 1526 — протестантский епископ)
- 1530—1551: Пауль Сператус (епископ протестантской)
- 1561—1574: Георг фон Вехедигер (епископ протестантский)
- 1575—1587: Иоганн Виганд (епископ протестантский)

После 1577 года опека над католиками в Помезанской епархии перешла к Хелминской епархии. В 1601 году папа римский Климент VIII включил Помезанскую католическую епархию в состав Хелминской епархии.

## Титулярное епископство
В 2014 году был воссоздано титулярное Помезанское епископство.

## Титулярные епископы
С 2014 года титулярным помезанским епископом является поляк Адам Водарчик (род. 1968), вспомогательный епископ катовицкий.